# Jelizawietino (stacja kolejowa)
Jelizawietino (ros. Елизаветино) – stacja kolejowa w miejscowości Jelizawietino, w rejonie gatczyńskim, w obwodzie leningradzkim, w Rosji. Położona jest na linii Petersburg – Iwangorod – Tallinn.

## Historia
Stacja powstała w XIX w. na trasie Kolei Bałtyckiej. Początkowo nosił nazwę Jelisawietinskaja (ros. Елисаветинская), która została zmieniona na obecną w czasach carskich.